# Так решили женщины
«Так решили женщины» (англ. A Jury of Her Peers) — рассказ американской писательницы Сьюзен Гласпелл, написанный в 1917 году. Является переложением пьесы «Детали» (1916), основанной на убийстве Джона Хоссака в 1900 году, которое Гласпелл освещала в качестве судебного репортёра газеты Des Moines Daily News. Рассказ рассматривается как пример ранней феминистской литературы, поскольку что две героини женского пола разгадывают тайну, с которой персонажи мужского пола не справились. Ключевую роль играет понимание женской психологии. Сюжет был использован в эпизоде телесериала «Альфред Хичкок представляет» (1955). В 1980 году рассказ стал основой для 30-минутного фильма Салли Хеккель, который был номинирован премию «Оскар» за лучший короткометражный фильм.

## Сюжет
История начинается в холодный, ветреный день в вымышленном округе Диксон (прототипом является округ Дикинсон штата Айова). Марту Хейл внезапно вызвали в дом Райтов. В коляске вместе с ней едут Льюис Хейл, её муж; шериф округа Питерс; миссис Питерс, жена шерифа. Они прибывают к дому Райтов, где, как выясняется, был убит хозяин дома, Джон Райт. Его жена, Минни, арестована по подозрению в убийстве. У миссис Хейл возникает чувство вины, из-за того что она не навещал свою подругу Минни Фостер с тех пор, как она вышла замуж и стала миссис Райт двадцать лет назад. В доме приехавших встречает окружной прокурор, который просит мистера Хейла рассказать о событиях предыдущего дня. Несмотря на серьезные обстоятельства, он излагает свою историю многословно и плохо продуманно. Он отправился в дом мистера Райта, чтобы убедить того провести себе телефон. Войдя в дом, он находит миссис Райт в замешательстве и узнает, что мистер Райт умер. В спальне он находит хозяина дома с затянутой верёвкой на шее. Миссис Райт утверждает, что крепко спала и ничего не знает об убийстве. Чтобы обвинить её, прокурору не хватает мотива. Женщин пригласили в дом, чтобы помочь собрать вещи для арестованной Минни Райт. Но женское любопытство и своеобразное внимание к мельчайшим деталям всё больше склоняет их к мысли о виновности Минни Райт. Мужчины осматривают дом, но никаких доказательств не находят. Женщины, следуя собственной логике, его обнаруживают: под лоскутами в корзине с для рукоделия лежит мёртвая птичка со свёрнутой шеей, по-видимому, любимая Минни и убитая Джоном Райтом. Миссис Хейл и миссис Питерс, исходя их из знаний и опыта «женщин Среднего Запада», понимают страдания миссис Райт страдает, от смерти единственного бывшего с ней рядом живого существа. Женщины находят оправдание действиям миссис Райт и скрывают главную улику против неё. Рассказ заканчивается без объяснения, как их действия повлияли на судьбу Минни Райт.

## Анализ
Исследователи утверждают, что в рассказе «Так решили женщины» рассмотрены понятия добра и зла и противопоставлены закон и справедливость, а также мир мужчин и мир женщин. Леонард Мустазза (Leonard Mustazza) утверждал, что Гласпелл превращает расследующих преступление в настоящих борцов за правосудие, заявляя, что они не успокоятся, пока не найдут убийцу Джона Райта. Дж. Мэдисон Дэвис отмечал, что, хотя действия женщин не являются правильными в традиционном смысле, их молчание оправдывает жестокость, причиненная Джоном Райтом, и действия шерифа, проигнорировавшего эту жестокость Мустазза также заметил, что мужчины в рассказе сосредоточены на следовании закону, в то время как женщины пытаются добиться справедливости. Он также назвал в качестве различий мужского и женского подхода то, что мужчин не видели жестокого обращение с женщиной, но критиковали её навыки ведения домашнего хозяйства.